# ورنر هاینه
ورنر هاینه (به آلمانی: Werner Heine) بازیکن فوتبال و مدافع اهل آلمان شرقی بود که از سال ۱۹۵۸ میلادی عضو تیم ملی فوتبال آلمان شرقی بوده‌است. وی در ۲۹ بازی ملی حضور داشته و در بازی‌های ملی‌اش ۲ گل به ثمر رساند. ورنر هاینه آخرین بازی ملی خود را در سال ۱۹۶۴ میلادی انجام داد.